# El Globo
El Globo va ser un diari espanyol matutí d'ideologia republicana fundat com a òrgan del possibilisme de Castelar el primer nombre del qual es va publicar el 21 de març de 1875 i va continuar, no sense dificultats, fins al 1930.
Des de 1880 va ser dirigit per Alfredo Vicenti Rey, fins a 1895 en què ho va abandonar en desacord amb la deriva política de Castelar. Durant aquest període compta amb col·laboradors com Ramón María del Valle-Inclán o Francisco Alcántara. En 1896 va ser adquirit pel Comte de Romanones, qui va encarregar la seva direcció a José Francos Rodríguez i en 1902 passà a mans d'Emili Riu i Periquet, propietari de Revista de Economía y Hacienda, qui comptà en la redacció amb Azorín i Pío Baroja. El periòdic també comptà amb les col·laboracioes de Carmen Blanco y Trigueros.
Fins a la seva desaparició en 1930, va caure en mans de personatges de tercera fila al servei de foscos interessos.